# 2017年東帝汶議會選舉
東帝汶在2017年7月22日舉行議會選舉，改選該國立法機構國民議會全部65個議席。最終東帝汶獨立革命陣線（革陣）以些微差距擊敗東帝汶重建全國大會黨（大會黨），成為國會第一大黨。
這是歷來首次由東帝汶政府自行籌辦的議會選舉，政府也在選舉前修改選舉法，向在印尼佔領時期結束後出生的東帝汶公民以及定居海外的東帝汶僑民賦予投票權。參加這次選舉的團體共有23組，包括參加原屆國會的4個政黨。選舉期間，候選人曾經就公共建設、經濟、福利等各種議題提出自己的意見。競選期間當地局勢大致平靜，警方接獲的投訴個案只有一宗。並沒有發生嚴重的事故。選舉結束後，革陣和另外四個晉身國會的政黨展開組閣談判，結果革陣和民主黨組建的少數派政府在同年9月15日宣誓就職。

## 背景
截至選舉當日，選舉管理技術秘書處（Secreteriado Técnico de Administração Eleitoral, STAE）的數據顯示，東帝汶全國合資格選民人數約為764,858人，其中首都帝力區的選民共有163,129人，所以帝力區設有187個投票站和83個點票站。包考區的選民人數為87,057人，埃爾梅拉區的選民人數為77,190人，博博納羅區的選民人數為64,008人。選民人數最少的區分是阿伊萊烏區和馬納圖托區，均為30,344人。在澳洲、葡萄牙、英國、南韓完成選民登記的東帝汶僑民人數依次為1,101人、589人、208人和227人——東帝汶政府在2016年修改選舉法，令定居海外的東帝汶僑民能夠擁有投票權。2016年12月的數據顯示，在年齡分布方面，年齡介乎17歲到35歲的選民共有36萬9千人，佔全體選民的51%；年齡介乎36歲到59歲的選民共有11萬8千人，佔全體選民的33%；年滿60歲的選民佔全體選民的16%；年齡為16歲的選民共有1370人。政府還把最低投票年齡調低到16歲，因此這是在印尼佔領時期（1975－1999）後出生的東帝汶公民參與的第一次議會選舉。
2012年議會選舉結束後，东帝汶重建全国大会党（大会党）、民主黨和东帝汶全国重建革新阵线（革新陣線）組成執政聯盟。及至2015年，沙納納·古斯芒以進行世代交替為由，宣布辭去總理職務，東帝汶獨立革命陣線（革陣）亦於同年舉薦黨員加入內閣；新總理魯伊·馬里亞·德·阿勞若在2015年2月16日宣誓就職。由於國民議會實際上沒有反對派，所以時任總統塔乌尔·马坦·鲁瓦克認為自己有需要承擔制衡國會的責任，引致此後政府與議會之間的多次衝突。與此同時，大會黨與民主黨開始出現分歧，不再是政治盟友。大會黨在議會提出動議，免去兩位民主黨議員擔任的議長團職務，由大會黨議員取而代之。後來本來隸屬民主黨的6位部長決定不參與民主黨的活動，以獨立人士的身分留任。
本屆議會選舉的看點之一是人民解放黨的選情。人民解放黨是鲁瓦克在2015年為了參加議會選舉而成立的新政黨；為了競逐總理一職，魯瓦克本人並沒有參加當年的總統選舉，放棄連任。人民解放黨的票源結構跟民主黨很相似，所以有可能對民主黨的選情構成不利。2015年民主黨黨魁费尔南多·德·阿劳若突然去世後，他的繼任人安東尼奧·達·孔塞桑代表民主黨參加2017年的總統選舉；令人意外的是，結果孔塞桑獲得32%的選票，名列第二。他在競選期間得到人民解放黨和帝汶人民团结繁荣党（繁荣党）的支持，所舉行的競選活動也是相當生動的。人民解放黨其中一位高層若熱·達·孔塞桑·特梅本來隸屬於革新陣線，他的離開成為打擊革新陣線選情的因素之一。
有觀察家認為這場選舉將改變東帝汶的政治權力架構，因為和老一輩相比，年青一代對老一輩的革命領袖沒那麼忠誠，對教育、就業等議題也更為關注。這樣的形勢可能對國會第一大黨大會黨和第二大黨革陣的選情構成不利影響。很受當地青年歡迎的網站（包括社交網站Facebook）也對本次選舉的選情產生更大的影響。
2016年11月美國國際共和研究所在東帝汶全國範圍內進行的調查顯示，1200名受訪者當中，98%的受訪者將在來屆議會選舉投票，72%的受訪者認為國家來年表現更佳，49的受訪者認為國家已經步入正軌。有29%的受訪者認為東帝汶政府的表現非常好，另外還有45%的受訪者認為政府的表現可以。75%的受訪者對革陣抱有好感，44%的受訪者自稱與革陣有所聯絡。受訪者最擔心的問題是國內道路的狀況（29%），32%的受訪者認為路況變差了，29%的受訪者認為路況有改善。大部分受訪者都認為國內的醫療體系（79%）、教育體系（78%）和供電狀況（71%）有所改善。66%的受訪者害怕選舉期間發生的暴亂。

## 參選政黨
每張候選名單必須列出65名候選人和65名候補人，當選次序與名單上候選人的順序一致。本選舉設有婦女保障名額，政黨每提名三名候選人，就必須為婦女預留一個名額，如此類推。
候選人必須在當地時間6月1日下午6時前向最高上訴法院遞交提名文件。全國31個註冊政黨（截至2017年初）當中，只有三個政黨（帝汶基督教民主联盟、帝汶人民团结繁荣党和帝汶社會黨）在5月30日或之前遞交提名表格。另外還有27個政黨已領取提名表格，只是還沒有遞交。最高上訴法院在6月5日向傳媒透露關於23張候選名單的資料。參加這次議會選舉的團體包括22個政黨、一個選舉聯盟，當中包括當時所有參加議會活動的政黨（大會黨、革陣、民主黨和革新陣線）。法院已於6月11日前確認候選名單的資格，並於6月15日決定候選名單的選舉編號。
首次參選的政黨包括人民解放黨、帝汶社會民主中央行動黨、祖國希望黨、民主發展團結黨，以及毛貝雷人民解放運動。以下政黨因故無法參加本次選舉：5年前帝汶社會民主協會發生內訌，在制定候選名單的時候出現鬧雙胞的情況，不過由於經黨員大會表決通過的候選名單只有一份，所以另一份候選名單無法入圍。外界無從得知該黨是否派員參加本次選舉。東帝汶國家共和黨在提名期結束前退出人民團結集團，卻沒有提名候選人參加本次選舉。上屆選舉與帝汶英雄協會（已解散）合組選舉聯盟的工人黨雖然參加了同年舉行的總統選舉，不過沒有派員參加議會選舉。帝汶人民黨無法取得參選資格。沒有提交候選名單的政黨還有帝汶國家黨、國家團結黨和自由民主黨。

## 競選活動

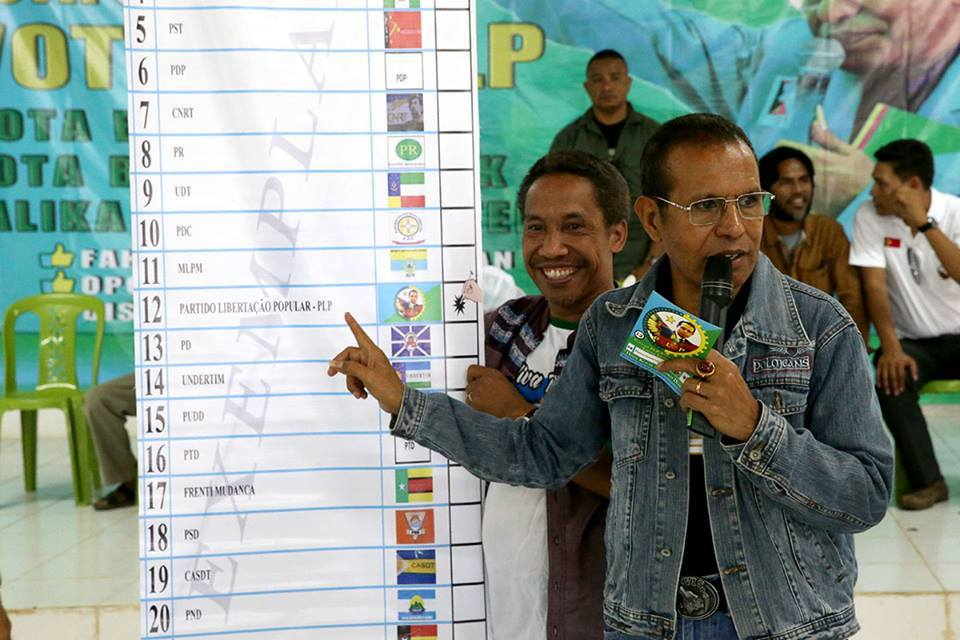
人民解放黨黨魁塔乌尔·马坦·鲁瓦克在競選期間說明人民解放黨名單在選票中的位置

政黨和候選人的競選期在6月20日開始。觀察家留意到本次議會選舉的競選活動趨向專業的傾向。競選期間街頭上滿是革陣和大會黨的競選海報，人民解放黨和帝汶民主聯盟的競選海報也可以看得到。大會黨的競選海報上印有古斯芒的肖像，以資識別。大會黨的選舉廣告使用航拍機拍攝，展示該黨執政期間建成的基礎設施，以及國家建設的成果。當地兩家電視台（國營的東帝汶廣播電視台，以及剛剛啟播的私營頻道GMN TV）和社交網站都播放了大會黨的選舉廣告。革陣一改過往只與地方領袖對談，爭取支持的做法，在社交網站拉票，並走訪市集、公園，向選民派發宣傳品，講解政綱，力爭年輕選民的支持。人民解放黨的選舉經費沒有大會黨、革陣那麼多，卻組成一個由年輕人主導的助選團隊，並仿效國會第一、二大黨，在社交網站上宣傳。這個競選團隊大部分成員之前曾經在總統新聞辦公室工作過，是魯瓦克的前下屬。其中菲得利斯·萊特·馬加良斯更與魯瓦克一起代表人民解放黨出席選舉論壇。當時每天閱讀競選物品、在網上收看選舉論壇過程的人口達到40萬人次，佔全國人口的三分之一。國會第一、二大黨在全國各區舉行競選活動，支持者從各地前來出席；另一邊廂，人民解放黨只是在公所舉行競選活動，一方面這是經費問題使然，一方面這是受到草根運動的啟發。競選期間，人民解放黨得到「塔乌尔·马坦·鲁瓦克之友」（Amigos de Taur Matan Ruak）的支持；這個組織由若熱·達·孔塞桑·特梅和帝汶國家黨黨魁阿比利奧·阿勞若創辦，會員還包括大會黨、革陣等政黨的黨員。雖然他們的黨派背景並不一致，不過他們既會參加人民解放黨的造勢活動，也會到魯瓦克的寓所登門拜訪。
競選期間，人民解放黨所持的路線（特別是對於地區建設的觀點）與革陣、大會黨並不相同，他們認為政府與其利用大型基建項目（例如歐庫西社會市場經濟特區，以及在東帝汶南部沿岸地區建設油氣工業園區的計劃）推動經濟發展，倒不如投放更多公帑，扶助醫療體系、教育體系和農業體系。歐庫西特區的負責人是革陣總書記馬里·阿爾卡蒂里，落戶科瓦利馬區的南岸工業園區項目則與大會黨相關。人民解放黨批評，連接帝力和蘇艾的公路比南部沿岸地區新建的公路更為重要，不過惡劣的路面狀況卻沒有改變。
帝汶人民团结繁荣党據說與當地主要武術團體的關係較為密切，上屆選舉以微弱的差距落敗（無法通過3%門檻）。競選期間，該黨主力拉攏的群體包括失業人士，以及對社會現狀感到失望的青年。
無黨籍的原總理、總統若泽·拉莫斯·奥尔塔在社交網站讚揚阿爾卡蒂里和隸屬於革陣的總統弗朗西斯科·古特雷斯（盧奧洛）維持國家穩定，也對大會黨黨魁古斯芒作出類似的評價。他還呼籲魯瓦克跟自己和解。
競選活動大致上是風平浪靜的。期間唯一一宗投訴案由革陣提出，案情指出有前游擊隊隊員在包考區恐嚇選民。
競選期在7月19日（投票日前三天）結束；當日人民解放黨在包考機場舉行最後一場競選活動，大會黨候選人也在帝力尼古劳·洛巴托紀念碑造勢，並會見支持者。公眾遵守冷靜期的規定，到了7月20日，雖然19日造勢活動的圖片仍然在社交網站上流傳，不過街頭上的選舉海報都已經不見了。

## 選舉結果

### 投票程序
投票時間從當地時間早上7時開始，到下午3時結束。政府在本次選舉中設立了1121個投票站、859個點票站（同時也是投票站），當中包括東帝汶駐澳洲（悉尼、墨爾本、達爾文）、韩国（首爾）、葡萄牙（里斯本）和英國（倫敦）的使領館；這是東帝汶歷來首次在使領館設置議會選舉投票站。東帝汶不少選民所屬的選區並不是自己居住的選區，選舉部門估計需要回到自己的選區投票的選民佔選民總人數的一半。所以政府宣布把7月21日列為公眾假期，方便選民來往居住地和所屬的選區。
觀察本次選舉過程的人員和團體包括以5名歐洲議會議員為首的歐洲聯盟觀察團、美國的國際事務全國民主研究所、國際共和研究所、外國使領館的人員，以及澳洲派出的選舉觀察員。

### 投票結果

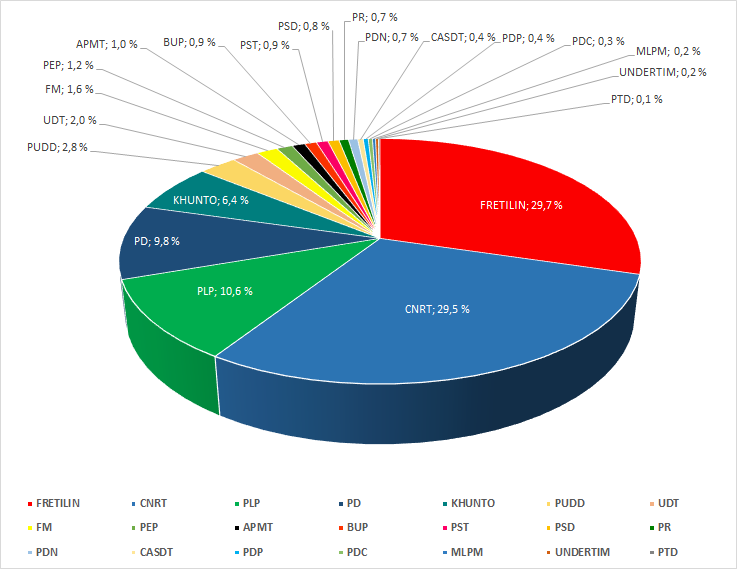
各參選團體的得票率

參加投票的男選民共有300,606人，女選民共有283,350人。投票率76.74%，略高於同年舉行的總統選舉，與2012年議會選舉差不多。
區政府必須在7月24日完成議會選舉的點票工作。最終選舉結果已在7月27日公布：革陣以29.7%的得票率成為議會第一大黨，大會黨以29.5%的得票率退居第二。人民解放黨得票率為10.6%，首次躋身國會；民主黨得票率則為9.8%。繁榮黨這次贏得6.4%的選票，也獲得議會席次。革新陣線等18個參選團體無法通過4%的當選門檻，與議會席次無緣。與上屆選舉相比，民主黨的得票率變化不大，所以觀察家認為人民解放黨就是大會黨票源流失的得益者。也有評論認為這次人民解放黨成功爭取首次投票的選民（佔選民總數的20%）支持。
革陣在東部各區（革陣的票倉；包括包考區、勞滕區和維克克區）、歐庫西區、澳洲票站和葡萄牙票站成為得票第一大黨，大會黨在西部各區、英國票站和南韓票站的表現最好。人民解放黨在包考區、澳洲票站和葡萄牙票站的表現次於革陣，優於大會黨；民主黨在科瓦利馬區的表現僅次於革陣。
| 政黨                                                                                        | 得票    | %      | 席位 | %      | +/-    |
| ------------------------------------------------------------------------------------------- | ------- | ------ | ---- | ------ | ------ |
| 東帝汶獨立革命陣線（Frente Revolucionária do Timor-Leste Independente ，FRETILIN）          | 168480  | 29.65  | 23   | 35.38  | -2     |
| 东帝汶重建全国大会党（Congresso Nacional da Reconstrução Timorense，CNRT）                  | 167345  | 29.45  | 22   | 33.85  | -8     |
| 人民解放黨（Partidu Libertasaun Popular，PLP）                                              | 60098   | 10.57  | 8    | 12.31  | 不適用 |
| 民主黨（Partido Democrático，PD）                                                           | 55608   | 9.78   | 7    | 10.77  | -1     |
| 帝汶人民團結繁榮黨（Kmanek Haburas Unidade Nasional Timor Oan，KHUNTO）                     | 36547   | 6.43   | 5    | 7.69   | +5     |
| 民主發展團結黨（Partidu Unidade Dezenvolvimentu Demokratiku，PUDD）                         | 15887   | 2.79   | 0    | 0      | 不適用 |
| 帝汶民主聯盟（União Democrática Timorense，UDT）                                            | 11,255  | 2.0    | 0    | 0      | 0      |
| 东帝汶全国重建革新阵线（Frenti-Mudança，FM）                                                | 8,849   | 1.6    | 0    | 0      | –2     |
| 祖國希望黨（Partido Esperança da Pátria，PEP）                                              | 6,775   | 1.2    | 0    | 0      | 不適用 |
| 帝汶人民君主協會（Associação Popular Monarquia Timorense，APMT）                            | 5,461   | 1.0    | 0    | 0      | 0      |
| 人民團結集團（Bloku Unidade Popular，BUP）                                                  | 4,999   | 0.9    | 0    | 0      | 0      |
| 帝汶社會黨（Partido Socialista de Timor，PST）                                              | 4,891   | 0.9    | 0    | 0      | 0      |
| 社會民主黨（Partido Social Democrata，PSD）                                                 | 4,688   | 0.8    | 0    | 0      | 0      |
| 共和黨（Partidu Republikanu，PR）                                                           | 3,951   | 0.7    | 0    | 0      | 0      |
| 國家發展黨（Partido do Desenvolvimento Nacional，PDN）                                      | 3,846   | 0.7    | 0    | 0      | 0      |
| 帝汶社會民主中央行動黨（Centro Acção Social Democrata Timorense，CASDT）                    | 2,330   | 0.4    | 0    | 0      | 不適用 |
| 人民發展黨（Partido do Desenvolvimento Popular，PDP）                                       | 2,079   | 0.4    | 0    | 0      | 0      |
| 基督教民主黨（Partido Democrata Cristão，PDC）                                              | 1,764   | 0.3    | 0    | 0      | 0      |
| 毛貝雷人民解放運動（Movimentu Libertasaun ba Povu Maubere，MLPM）                           | 1,332   | 0.2    | 0    | 0      | 不適用 |
| 帝汶抵抗力量民族民主團結黨（União Nacional Democrática de Resistência Timorense，UNDERTIM） | 1,216   | 0.2    | 0    | 0      | 0      |
| 民主帝汶黨（Partido Timorense Democrático，PTD）                                            | 669     | 0.1    | 0    | 0      | 0      |
| 總計                                                                                        | 568,070 | 100.00 | 65   | 100.00 | 0      |
| 來源：國家選舉委員會（页面存档备份，存于）                                                  |         |        |      |        |        |

## 後續
選舉結束後不久，革陣就開始與大會黨談判，希望組建一個大聯合政府。不過。古斯芒在8月4日辭去黨主席一職的同時，宣布大會黨不會參加新一屆政府，因為選民已經在議會選舉中拒絕了大會黨（雖然自己並不反對黨友出任內閣職務）。大會黨在該黨總書記黎發芳繼續與革陣商討組閣安排之際召開臨時黨員大會，否決與革陣合組聯合內閣的動議；於是革陣宣布與另外三個參加議會的政黨展開組閣談判。民主黨要求革陣把個別的部長職位讓給他們，對此革陣並不贊成。魯瓦克之前已經表明，人民解放黨希望在議會以內當一個有作為的反對黨；人民解放黨與革陣舉行會談，證明這個意願屬實，不過他們既不會要求執政黨提前大選，也不會阻撓預算案通過。因此革陣只能夠與繁榮黨籌建少數派政府，並在民主黨的支持下，通過預算案等重要法案。後來阿爾卡蒂里宣布該黨與人民解放黨之間的組閣談判告吹，原因是人民解放黨提名馬加良斯出任國民議會議長，並要求革陣支持，不過革陣認為馬加良斯聲望不足，拒絕了這個要求。
新一屆國民議會第一次會議原訂於8月21日召開，不過未能如期舉行，原因是當時古斯芒人在外國，代表東帝汶與澳洲進行海上劃界談判；國會議員希望等待古斯芒回國，然後才召開議會會議。在此期間，原來的國民議會與政府以過渡期國會、看守政府的形式繼續行使職權。非政府組織「守護者基金會」（Fundasaun Mahein）質疑這樣做違反了憲法的規定——根據憲法，新一屆國民議會必須在最高上訴法院確認議會選舉結果後15天內召開第一次會議。
古斯芒回國後，新一屆國民議會在9月5日召開第一次會議。會議選出國民議會議長，最終阿尼塞托·古特雷斯·洛佩斯（革陣）獲得33票而當選，其競爭對手——原國民議會議長阿德利托·雨果·达科斯塔（大會黨）所得票數為32票。革陣－民主黨－繁榮黨聯盟其中兩名議員並沒有支持洛佩斯。
阿爾卡蒂里在9月12日證實自己就是由革陣、民主黨、繁榮黨組成的聯盟推舉的總理人選；原總理德·阿勞若得不到黨內支持，無法連任。阿爾卡蒂里曾在2002年至2006年期間擔任總理，卻在2006年東帝汶騷亂期間提早離職。他在9月13日與民主黨主席马里阿诺·萨比诺·洛佩斯簽訂組閣協議；繁榮黨內部就參加執政聯盟的問題爭持不下，所以沒有派員簽署協議。雖然革陣、民主黨無法在議會掌握過半數議席，不過盧奧洛總統仍然在9月14日任命阿爾卡蒂里為總理，授權阿爾卡蒂里組建新一屆政府。隨後繁榮黨表示，他們仍會繼續與革陣、民主黨合作。一天後阿爾卡蒂里就任總理，第七屆內閣也在同日宣誓就職。

## 備註
1. ↑  東帝汶採用漢狄法分配議席；如果競逐最後一席的候選人多於一位，則得票較少的政黨推舉的候選人當選國會議員[20]。國民議會已經在當年2月13日通過議案，把本次選舉的當選門檻從3%調升到4%，比上屆議會選舉革新陣線的得票率還要高[21]。此前民間提議政府把本次選舉的當選門檻定為5%，卻被拒絕，因為這樣做不利於小黨的選情[4]。
2. ↑  由民主千年黨、底層人民解放黨和帝汶民主共和黨組成。在2017年之前，東帝汶國家共和黨也是聯盟的成員之一。